# 馬永成 (1965年)
馬永成（1965年6月14日—），中華民國政治人物，臺灣外省人第二代，臺北市人，籍貫福建福州。現任行政院政務委員，曾任國家安全會議諮詢委員、總統府副秘書長、代理秘書長。政務委員管轄督導業務為全社會防衛、中央政府與地方政府的事務協調、政策說明。
從政後長期擔任陳水扁幕僚，與同受陳水扁重用的羅文嘉齊名，人稱「羅馬」拍檔。因台開案而請辭，隨後被控涉及國務機要費案，國務機要費案一審判刑20年、更一審撤銷改判無罪；偽造文書案則判8個月、緩刑3年。更二審因國務機要費除罪化，改判免訴確定。

## 生平簡介
馬永成於建國中學畢業後，進入國立臺灣大學政治學系就讀，在學期間與羅文嘉等人參與學生運動；之後馬永成與羅文嘉都出任民主進步黨立法委員陳水扁辦公室助理。1993年馬永成出任福爾摩沙基金會執行長，1994年擔任陳水扁辦公室主任，1994年台北市長選舉中出任陳水扁競選總部執行總幹事；陳水扁當選台北市長後，馬永成出任台北市政府市長室參事。1997年，時任台北市政府新聞處處長的羅文嘉因臺北市拔河斷臂事件辭職，馬永成接任。1998年，馬永成轉任台北市政府新聞處處長與台北市政府發言人。
2016年6月2日，馬永成在TVBS網路新聞中心的專訪中說，他確實很難撇清自己與民進黨的關係，他自認無論做什麼事都會有爭議，外界對他的印象「都留在過去」，但他已離開政治圈10年，他經商沒能耐、教書沒資格、更沒打算重返政壇。
2016年7月15日，網路媒體《上報》正式上線，馬永成為首任副社長。2020年8月，馬永成表示，「我這陣子家裡事情很多，應該不會再回《上報》、也不會再做政治了」。
2024年5月14日，準總統賴清德宣布，馬永成將於5月20日出任國家安全會議諮詢委員。
2024年12月17日，行政院院長卓榮泰宣布，馬永成將於12月20日轉任行政院政務委員。

## 羅馬拍檔
陳水扁於1998年台北市長連任失利後，馬永成仍出任其助理。2000年陳水扁就任中華民國總統後，馬永成出任總統府機要秘書；2005年，馬永成升任總統府副秘書長。馬永成與羅文嘉長期跟隨陳水扁，而被稱為陳水扁的「羅馬拍檔」，被認為是陳水扁最為重要的親信和幕僚。

## 司法案件
2006年以來，馬永成受到在野黨立法委員的強烈批評，被指控涉及多宗弊案。2006年6月1日，受台開案陳水扁權力下放影響，辭去總統府副秘書長一職。2006年11月3日，因國務機要費案被起訴。2008年11月4日，因國務機要費案列為被告，並遭到收押。
2008年12月9日，最高法院檢察署特別偵查組以馬永成已經充分說明相關問題，向法院聲請撤銷羈押；合議庭裁准以新台幣五十萬元交保，並限制住居（聯合報97.12.10）。
2009年9月11日，因國務機要費案、扁家洗錢案、南港展覽館案、龍潭購地案以及追加起訴部分，台北地方法院一審判處馬永成20年有期徒刑，罪名包括《貪汙治罪條例》中的「利用職務詐取財物」、「侵佔公有財物」、偽造文書等。 
2014年8月29日，特偵組表示，總統府公文佚失案中，馬永成無具體犯罪事證，因此予以簽結。